# دونی آلامشیاه
دونی آلامشیاه (اندونزیایی: Donny Alamsyah؛ زادهٔ ۷ دسامبر ۱۹۷۸) بازیگر اهل اندونزی است.
از فیلم‌ها یا برنامه‌های تلویزیونی که وی در آن نقش داشته‌است می‌توان به یورش: رستگاری اشاره کرد.